# Sankarismo

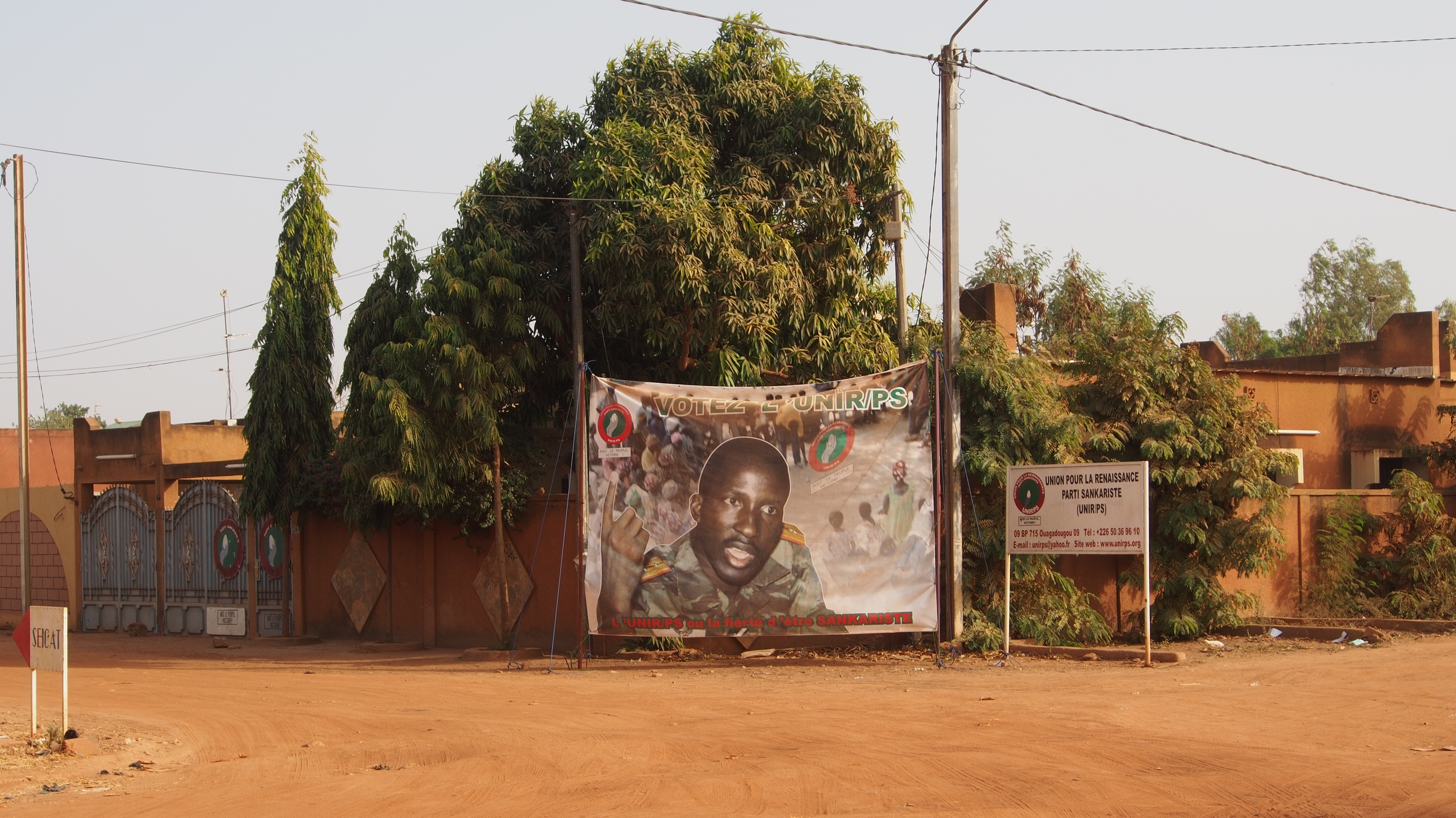
Sede del partido sankarista UNIR/PS.

El sankarismo es una doctrina marxista-leninista, antiimperialista y panafricanista de extrema izquierda basada en el pensamiento del militar, político y revolucionario burkinés Thomas Sankara, que dirigió Burkina Faso desde 1983 hasta 1987.

## Historia
Durante su tiempo en el poder, Sankara, un conocido veterano de guerra conocido por su carisma, intentó llevar a cabo lo que llamó la "Revolución Democrática y Popular" (Révolution démocratique et populaire), una revolución radical que tenía como objetivo la transformación de la sociedad burkinesa con un enfoque en la autosuficiencia.
Se formaron varias organizaciones para implementar esta revolución, entre ellas los Comités de Defensa de la Revolución, los Tribunales Populares Revolucionarios y los Pioneros de la Revolución. Se promulgó una gran cantidad de reformas en el recién renombrado Burkina Faso entre 1983 y 1987, incluidos los programas de vacunación masiva, reforestación, eliminación de los ranchos a través de nuevas urbanizaciones, y el desarrollo de infraestructura nacional como el ferrocarril de redes.
La mayoría de estos se deshicieron después del golpe militar que derrocó y mató a Sankara. Antes de su muerte, el gobierno de Burkina Faso enfrentó denuncias de abusos contra los derechos humanos de Amnistía Internacional y otras organizaciones internacionales.
Incluso después de la muerte de Thomas Sankara, su legado perduró, en gran parte debido a su carismática imagen personal. A veces apodado el "Che Guevara de África" debido a sus similitudes en estilo con el revolucionario argentino y la inspiración que tomó de la Revolución cubana, Sankara se hizo conocido por su vida frugal, montar en moto, tocar la guitarra y oponerse al culto a la personalidad, rasgos personales que lo diferencian de los estadistas africanos contemporáneos. 
Por ejemplo, cuando se le preguntó por qué no quería que su retrato se colgara en lugares públicos, como era la norma para otros líderes en el continente, respondió: "Hay siete millones de Thomas Sankaras". Ideológicamente, Sankara era un panafricanista y antiimperialista que buscaba reclamar la identidad africana de su nación y se oponía al neocolonialismo, y un comunista que estudió las obras de Karl Marx y Vladimir Lenin.
Uno de los primeros grupos en conectarse ideológicamente con la etiqueta de "Sankarismo" fue el Movimiento Sankarista, formado en el exilio en París solo unas semanas después del asesinato de Sankara el 15 de octubre de 1987. Desde entonces, los partidos políticos sankaristas autoidentificados y otras organizaciones han sido una característica común dentro del movimiento de oposición burkinés contra el gobierno del presidente Blaise Compaoré.
Los sankaristas han sido prominentes tanto en las protestas de Burkina Faso de 2011 como en el levantamiento de Burkina Faso de 2014.  Este último derrocó con éxito al presidente Blaise Compaoré a fines de octubre de 2014, lo que obligó al líder a renunciar y huir del a Costa de Marfil, provocando una toma militar.  Thomas Sankara ha sido citado como una gran inspiración para los manifestantes, algunos llegan a denominar el levantamiento como la "Revolución 2.0" en referencia a la "Revolución Democrática y Popular" de Sankara durante la década de 1980.

## Grupos sankaristas

### Burkina Faso
Los grupos sankaristas históricos y actuales incluyen:
- Partido de Burkina Faso por la Refundación
- Bloque Socialista de Burkina Faso
- Convergencia para la Democracia Social
- Convergencia de la Esperanza
- Corriente de Demócratas Fieles al Ideal de Thomas Sankara
- Agrupación Democrática y Popular
- Movimiento por la Tolerancia y el Progreso
- Partido Nacional de los Patriotas
- Partido de la Socialdemocracia[8]
- Colectivo Sankara[8]
- Frente Democrático Sankarista
- Movimiento Sankarista[8]
- Convención Panafricana Sankarista
- Frente de Fuerzas Sociales
- La escoba de los ciudadanos[11]
- Unión para el Renacimiento / Movimiento Sankarist
- Unión de Partidos Sankaristas